# Anđa Marić-Bilobrk
Anđa Marić-Bilobrk (r. Bilobrk) (1979.) je hrvatska rukometašica. Igra na mjestu vanjske igračice. Igrala je za hrvatsku reprezentaciju.
Igrala je za Brodosplit Inženjering.